# Universiteit van Aruba
De Universiteit van Aruba (Engels: University of Aruba (UA)) is een universiteit op Aruba voor dat eiland en nabije gebieden. Voor het academisch jaar 2018/2019 staan 656 studenten ingeschreven. Van het aantal studenten is twee derde vrouw.

## Locatie
De universiteit huist te Oranjestad, Aruba in het historische Huize De La Salle dat vroeger het huis van de fraters van Tilburg was en van 1937 tot 1988 Huize De La Salle van de frères van de christelijke scholen is geweest. Zij werd opgericht in 1988, en het onderwijs is tweetalig, Engels en Nederlands.

## Faculteiten
Er zijn vier faculteiten met de volgende studierichtingen:
- Faculteit der Rechtsgeleerdheid (FdR): Arubaans recht (Bachelor en Master) met de optie om de master-fase in Nederland te volgen na eventuele aanvullende vakken te hebben gehaald.
- Financieel Economische Faculteit (FEF) verzorgt de bacheloropleidingen Bedrijfseconomie (BE) en Marketing (MA) ((laatstgenoemde heette t/m cohort 2014 'Commerciële Economie' (CE)). Deze faculteit ontstond in 1993 vanuit vraag naar hoog opgeleid financieel personeel bij accountingsbureaus. De FEF is inmiddels uitgegroeid tot de grootste faculteit van Universiteit van Aruba en beide bacheloropleidingen werden in 2015 volledig positief beoordeeld door de NVAO. Tegenwoordig verzorgt deze faculteit ook ondersteunende lessen voor de post-bachelor Accountancyopleiding (AA).
- Faculty of Hospitality and Tourism Management Studies (FHTMS): Bachelor in Hospitality and Tourism Management Studies en MBA in International Tourism and International Business
- Faculty of Arts and Sciences (FAS): Social Work and Development (SWD), Organization, Governance and Management (OGM) (Bachelor) en de Bachelor Lerarenopleiding Wiskunde.